# 张晓庆
张晓庆（1982年—），山东枣庄人，汉族，中华人民共和国政治人物。

## 生平
毕业于西南师范学院市场营销专业。2013年，担任全国人大代表。2018年2月24日，当选为第十三届全国人大代表。